# Renzo Zorzi
Renzo Zorzi (Ziano di Fiemme, 12 december 1946 – Magenta, 15 mei 2015) was een autocoureur uit Italië.
Zorzi was werkzaam voor bandenfabrikant Pirelli voordat hij zijn autosportcarrière begon. In 1975 won hij verrassend de Formule 3-race van Monaco, dit leverde hem een contract op bij het team van Frank Williams. Door sponsorgebrek bleef het echter bij twee races.
Met behulp van een nieuwe sponsor, Francesco Ambrosio, wist Zorzi in 1977 een zitje te veroveren bij Shadow. Tijdens de Grand Prix van Brazilië werd hij zesde en pakte dus een punt. Een race later was hij betrokken bij een ongeval op Circuit Kyalami tijdens de Grand Prix van Zuid-Afrika. Zorzi moest opgeven met een kapotte motor, toen er in zijn auto een brandje ontstond. Dit kon hij zelf blussen, maar twee baancommissarissen staken het circuit over om hem te helpen. Een van hen (Jansen Van Vuuren) werd geschept door Tom Pryce (Zorzi's teamgenoot) en Pryce en de baancommissaris kwamen om.
Ambrosio zag uiteindelijk meer in Riccardo Patrese en Zorzi moest na vijf races zijn plek afstaan. Hierna kwam Zorzi uit in verschillende andere raceklassen. Na zijn rennersbestaan hield hij een rijschool voor Pirelli.